# Lepidura mallecoensis
Lepidura mallecoensis là một loài tò vò trong họ Ichneumonidae.